# Anochetus africanus
Anochetus africanus es una especie de hormiga carnívora del género Anochetus, categorizada en la tribu Ponerini, de la subfamilia Ponerinae. Fue descrita por Mayr en 1865.

## Distribución
Se distribuye por Camerún, República Centroafricana, República Democrática del Congo, Gabón, Ghana, Guinea, Costa de Marfil, Kenia, Liberia, Mozambique, Sudáfrica, Tanzania, Togo y Uganda.

## Hábitat
Habita en la madera podrida, troncos, hojarasca, debajo de la corteza y piedras y sobre la basura. Se ha encontrado a elevaciones de 40-2500 m s. n. m.